# João Benedito
Pour les articles homonymes, voir Benedito.
João Paulo Feliciano Neves Benedito (né le 7 octobre 1978 à Lisbonne au Portugal) est un joueur international de futsal portugais. Il évoluait au poste de gardien de but au Sporting CP. Club dans lequel il a effectué la totalité de sa carrière, à l'exception d'une saison.

## Biographie
João Benedito est une célébrité du futsal au Portugal (avec plus de 180 sélections en équipe nationale) et dans le club du Sporting Clube de Portugal où il dispute, en 2016-2017, sa 20e saison en équipe première, auquel il faut rajouter deux saisons en équipe de jeunes.
Le 20 janvier 2014, il est désigné par le site Futsalplanet.com comme étant l'un des dix meilleurs gardiens du monde de la discipline, le nom du vainqueur étant dévoilé le 27 janvier 2014 à l'occasion des Agla Futsal Awards 2013.

## Palmarès
- Championnat du Portugal (7)
  - Vainqueur : 1999, 2001, 2004, 2006, 2010, 2011, 2013

- Coupe du Portugal (4)
  - Vainqueur : 2006, 2008, 2011, 2013

- Supercoupe du Portugal (5)
  - Vainqueur : 2001, 2004, 2008, 2010, 2013

- Taça de Honra da AF Lisboa (1)
  - Vainqueur : 2013

- Coupe de futsal de l'UEFA
  - Finaliste : 2011
  - Demi-Finaliste : 2002, 2012

- - Championnat du Portugal dans la catégorie Juniores -19 ans (1)
  - Vainqueur : 1995